# Lorenzo Natali
Lorenzo Natali Pierucci Bondi (ur. 2 października 1922 we Florencji, zm. 28 sierpnia 1989 w Rzymie) – włoski polityk i prawnik, długoletni deputowany, minister w różnych resortach, w latach 1977–1989 członek Komisji Europejskiej.

## Życiorys
Kształcił się w szkole średniej prowadzonej przez jezuitów, następnie ukończył studia prawnicze na Uniwersytecie Florenckim. Był współpracownikiem Giorgia La Piry. W 1943 zmobilizowany, po kapitulacji Włoch i powstaniu kolaboracyjnej Włoskiej Republiki Socjalnej ukrywał się przed faszystami. Dołączył do Włoskiego Korpusu Wyzwoleńczego, został ranny w trakcie działań wojennych.
Po wojnie wykonywał zawód adwokata, został też członkiem władz miejskich w L’Aquili. Wstąpił do Chrześcijańskiej Demokracji, objął funkcję sekretarza partii na poziomie prowincji. Przy wsparciu Carla Confalonieriego został wpisany na listę kandydatów chadeków do Izby Deputowanych w 1948. Mandat posła I kadencji objął w 1950. Wybierany następnie do niższej izby włoskiego parlamentu w kolejnych wyborach w 1953, 1958, 1963, 1968, 1972 i 1976.
W lipcu 1955 został podsekretarzem stanu przy premierze, pełnił tę funkcję do maja 1957. Od tegoż miesiąca do lutego 1959 zajmował stanowisko podsekretarza stanu w resorcie finansów, a od kwietnia 1960 do lutego 1962 oraz od czerwca 1963 do lipca 1964 był podsekretarzem stanu w ministerstwie skarbu. Od lutego 1966 do lipca 1973 w randze ministra wchodził w skład ośmiu kolejnych rządów, którymi kierowali Aldo Moro, Giovanni Leone, Mariano Rumor (3 gabinety), Emilio Colombo i Giulio Andreotti (2 gabinety). Był kolejno ministrem marynarki handlowej (do czerwca 1968), ministrem robót publicznych (do grudnia 1968), ministrem turystyki (do sierpnia 1969) oraz ponownie ministrem robót publicznych (do marca 1970). Od marca 1970 do lipca 1973 sprawował urząd ministra rolnictwa i leśnictwa. Był wówczas aktywny na forum Europejskiej Wspólnoty Gospodarczej przy projektowaniu reform dotyczących wspólnej polityki rolnej.
W styczniu 1977 odszedł z Izby Deputowanych w związku z wejściem w skład Komisji Europejskiej Roya Jenkinsa. Pozostał również w dwóch kolejnych KE kierowanych przez Gastona Thorna (od stycznia 1981 do stycznia 1985) oraz Jacques’a Delorsa (od stycznia 1985 do stycznia 1989). Przez cały okres urzędowania odpowiadał za rozszerzenie, odgrywając istotną rolę w procesie, w wyniku którego do wspólnot europejskich dołączyły Grecja, Hiszpania i Portugalia. Zajmował się także sprawami środowiska i bezpieczeństwa jądrowego (1977–1981), sprawami śródziemnomorskimi (1981–1985) oraz współpracą rozwojową (1985–1989). Był też przez pewien czas jednym z wiceprzewodniczących Komisji Europejskiej.
Patron ustanowionej przez KE nagrody Lorenzo Natali Media Prize.